# Hugo Droguett
Hugo Patricio Droguett Diocares (Quinta Normal, Santiago, Chile, 2 de septiembre de 1982) es un exfutbolista chileno. Jugaba como mediocampista y su último equipo fue Deportes Temuco. Es hermano del también futbolista Jaime Droguett.

## Trayectoria
Formado en las divisiones inferiores de Universidad Católica, debutó por la UC en 2001 jugando solo un partido. En 2002-2003 pasó a Deportes Temuco, donde anotó 9 goles. Luego de estar en el cuadro sureño, se marchó a la Universidad de Concepción donde brilló en la Copa Libertadores de 2004, pese a la mala actuación del equipo penquista. Después de esto, en el año 2005 llega a Universidad de Chile. Estando 1 año en el cuadro universitario azul, llegó a 2 finales consecutivas del torneo chileno, perdiendo ambas en definición a penales, frente a Universidad Católica (Clausura 2005) y Colo-Colo (Apertura 2006); en esta última definición falla un penal.
En junio de 2006, emigra a México, específicamente al Tecos de la UAG, donde logró buenas actuaciones con el club zapopano disputó 65 partidos y anotó 24 goles, dando además 2 pases para gol.
Para el Torneo Apertura 2008, Droguett es contratado por el club Monarcas Morelia siendo el jugador más caro del Draft 2008 al haber pagado por el aprox. 4 millones de dólares.
Con el club Michoacano no hizo tantos goles debido a que no jugó como segundo delantero tal como la hacía en Tecos pero se convirtió en todo un líder de pases para gol. Con el club michoacano disputó 88 partidos y anotó en 16 ocasiones además de sumar 14 asistencias para gol.
En diciembre de 2010 fue transferido al Cruz Azul por una cantidad de 3 millones de dólares y se convirtió en el primer refuerzo para la institución celeste rumbo al torneo clausura 2011, después de una grave lesión de Alejandro Vela.
Después de una temporada en el club mexicano, Hugo Droguett arma las maletas hacia el exótico fútbol de Corea del Sur, fichando por Jeonbok Hyundai Motors. 
Al principio, fue muy criticado por su desempeño futbolístico, Sin embargo logró adaptarse y logró un final de temporada sobresaliente registrando un saldo de 10 dianas y 9 habilitaciones.
Para febrero de 2013 es confirmado como refuerzo del Deportivo Cali.
En julio de 2013, Droguett regresa nuevamente a Chile, esta vez para jugar en Cobreloa. Posteriormente regresa a Corea del Sur para jugar en el Jeju United con el cual marca 10 goles en 36 partidos jugados. En 2015 vuelve a su país para integrarse a O'Higgins. En 2016 paso por Deportes Antofagasta, regreso en 2017 Universidad de Concepción y en 2019 regresa a Deportes Temuco.
En marzo de 2022, Droguett anunció su retiro del fútbol profesional.

## Selección nacional

### Selecciones menores
Droguett jugó para Chile en el equipo sub-20 de la Copa Mundial de Fútbol Juvenil de 2001 con el cual disputó los 3 partidos de primera fase. El sorteo hizo que Chile compartiera el grupo con Ucrania, Estados Unidos y China. Unos días antes de embarcar a Argentina, se produjo el episodio de los “faroles rojos”, lo que repercutió notablemente en el estado anímico del plantel dirigido técnicamente por Héctor Pinto. Así, en Mendoza, la sub-20 chilena perdió por sendas goleadas ante Ucrania y Estados Unidos y solo superó ajustadamente a China, lo que trajo consigo el fin de la participación de la Roja en el Mundial 2001, que fue ganado por la selección anfitriona, Argentina.
| Mundial                                | Sede      | Resultado    | PJ | Goles |
| -------------------------------------- | --------- | ------------ | -- | ----- |
| Copa Mundial de Fútbol Juvenil de 2001 | Argentina | Primera fase | 3  | 0     |

### Selección absoluta
Ha sido internacional con la Selección de fútbol de Chile en 11 ocasiones. Hugo fue nominado por primera vez a la selección adulta por el DT Nelson Acosta. Debutó con la selección nacional chilena absoluta en un encuentro contra Paraguay, partido que se ganó Chile por 3 a 2. Durante el año siguió participando en amistosos, contra Venezuela en el Estadio José Encarnación Romero en donde su selección salió con una victoria por 1-0, otros dos amistosos que disputó el año 2007 fue contra Costa Rica en Talca finalizando 1-1 y el último de aquel año fue contra Austria, en ese partido convierte su único gol en la selección absoluta, abrió la cuenta, tras una gran pantalla de Marcelo Salas, que junto al gol de Eduardo Rubio, conformaron la victoria de Chile de 2 por 0. Finalmente no fue citado a la Copa América de 2007 por la selección de Chile que se disputaba el mismo año.
En las Clasificatorias para Sudáfrica 2010 fue nominado por el argentino Marcelo Bielsa, durante gran parte del proceso clasificatorio, no anotó goles pero fue importante en varios partidos y solicitado continuamente por el técnico argentino, incluso participó en la primera victoria oficial de su selección contra su similar Argentina por 1-0 en el Estadio Nacional con gol de Fabián Orellana.
Para la Copa Mundial de Fútbol de 2010 Droguett queda fuera de la nómina oficial, sin embargo Hugo no se hizo muchos problemas y agradeció el haber participado en las clasificatorias, diciendo: «Era probable que no estuviera. Uno trabaja y hace lo que puede, pero creo que la opción de estar en la Selección era muy lejana».

#### Participaciones en clasificatorias a copas del mundo
| Eliminatorias                    | País      | Resultado   | Posición | PJ | Goles |
| -------------------------------- | --------- | ----------- | -------- | -- | ----- |
| Clasificatorias a Sudáfrica 2010 | Sudáfrica | Clasificado | 2º       | 6  | 0     |

### Partidos internacionales
Actualizado hasta el 15 de octubre de 2008.
| 1     | 15 de noviembre de 2006  | Estadio Sausalito, Viña del Mar, Chile                    | Chile      | 3-2 | Paraguay   |   | Amistoso                         |
| 2     | 7 de febrero de 2007     | Estadio José Encarnación Romero, Maracaibo, Venezuela     | Venezuela  | 0-1 | Chile      |   | Amistoso                         |
| 3     | 28 de marzo de 2007      | Estadio Fiscal de Talca, Talca, Chile                     | Chile      | 1-1 | Costa Rica |   | Amistoso                         |
| 4     | 11 de septiembre de 2007 | Estadio Ernst Happel, Viena, Austria                      | Austria    | 0-2 | Chile      |   | Amistoso                         |
| 5     | 13 de octubre de 2007    | Estadio Monumental, Buenos Aires, Argentina               | Argentina  | 2-0 | Chile      |   | Clasificatorias a Sudáfrica 2010 |
| 6     | 17 de octubre de 2007    | Estadio Nacional Julio Martínez Prádanos, Santiago, Chile | Chile      | 2-0 | Perú       |   | Clasificatorias a Sudáfrica 2010 |
| 7     | 18 de noviembre de 2007  | Estadio Centenario, Montevideo, Uruguay                   | Uruguay    | 2-2 | Chile      |   | Clasificatorias a Sudáfrica 2010 |
| 8     | 21 de noviembre de 2007  | Estadio Nacional Julio Martínez Prádanos, Santiago, Chile | Chile      | 0-3 | Paraguay   |   | Clasificatorias a Sudáfrica 2010 |
| 9     | 26 de marzo de 2008      | Ramat Gan Stadium, Ramat Gan, Israel                      | Israel     | 1-0 | Chile      |   | Amistoso                         |
| 10    | 7 de septiembre de 2008  | Estadio Nacional Julio Martínez Prádanos, Santiago, Chile | Chile      | 0-3 | Brasil     |   | Clasificatorias a Sudáfrica 2010 |
| 11    | 15 de octubre de 2008    | Estadio Nacional Julio Martínez Prádanos, Santiago, Chile | Chile      | 1-0 | Argentina  |   | Clasificatorias a Sudáfrica 2010 |
| Total |                          |                                                           | Presencias | 11  | Goles      | 1 |                                  |

## Estadísticas

### Clubes
- Actualizado el 10 de diciembre de 2021.[3][4][5][6]

| Club                                 | Div           | Temporada     | Liga  | Liga  | Copas nacionales | Copas nacionales | Torneos internacionales | Torneos internacionales | Total | Total | Media goleadora |
| Club                                 | Div           | Temporada     | Part. | Goles | Part.            | Goles            | Part.                   | Goles                   | Part. | Goles | Media goleadora |
| ------------------------------------ | ------------- | ------------- | ----- | ----- | ---------------- | ---------------- | ----------------------- | ----------------------- | ----- | ----- | --------------- |
| Universidad Católica · Chile         | 1.ª           | 2001          | 1     | 0     | —                | —                | —                       | —                       | 1     | 0     | 0.00            |
| Universidad Católica · Chile         | Total club    | Total club    | 1     | 0     | 0                | 0                | 0                       | 0                       | 1     | 0     | 0.00            |
| Temuco · Chile                       | 1.ª           | 2002          | 29    | 3     | —                | —                | —                       | —                       | 29    | 3     | 0.10            |
| Temuco · Chile                       | 1.ª           | 2003          | 23    | 6     | —                | —                | —                       | —                       | 23    | 6     | 0.26            |
| Temuco · Chile                       | Total club    | Total club    | 52    | 9     | 0                | 0                | 0                       | 0                       | 52    | 9     | 0.17            |
| U. de Concepción · Chile             | 1.ª           | 2004          | 18    | 2     | —                | —                | 10                      | 1                       | 28    | 3     | 0.11            |
| U. de Concepción · Chile             | 1.ª           | 2005          | 15    | 6     | —                | —                | —                       | —                       | 15    | 6     | 0.40            |
| Universidad de Chile · Chile         | 1.ª           | 2005          | 21    | 4     | —                | —                | 4                       | 1                       | 25    | 5     | 0.20            |
| Universidad de Chile · Chile         | 1.ª           | 2006          | 15    | 6     | —                | —                | —                       | —                       | 15    | 6     | 0.40            |
| Universidad de Chile · Chile         | Total club    | Total club    | 36    | 10    | 0                | 0                | 4                       | 1                       | 40    | 11    | 0.28            |
| Tecos de la UAG · México             | 1.ª           | 2006-07       | 34    | 11    | —                | —                | —                       | —                       | 34    | 11    | 0.32            |
| Tecos de la UAG · México             | 1.ª           | 2007-08       | 31    | 13    | —                | —                | —                       | —                       | 31    | 13    | 0.24            |
| Tecos de la UAG · México             | Total club    | Total club    | 65    | 24    | 0                | 0                | 0                       | 0                       | 65    | 24    | 0.37            |
| Monarcas Morelia · México            | 1.ª           | 2008-09       | 30    | 5     | 4                | 1                | —                       | —                       | 34    | 6     | 0.18            |
| Monarcas Morelia · México            | 1.ª           | 2009-10       | 41    | 9     | —                | —                | 5                       | 0                       | 46    | 9     | 0.20            |
| Monarcas Morelia · México            | 1.ª           | 2010-11       | 17    | 2     | —                | —                | 4                       | 1                       | 21    | 3     | 0.14            |
| Monarcas Morelia · México            | Total club    | Total club    | 88    | 16    | 4                | 1                | 9                       | 1                       | 101   | 18    | 0.18            |
| Cruz Azul · México                   | 1.ª           | 2010-11       | 10    | 2     | —                | —                | 2                       | 0                       | 12    | 2     | 0.17            |
| Cruz Azul · México                   | 1.ª           | 2011-12       | 14    | 0     | —                | —                | —                       | —                       | 14    | 0     | 0.00            |
| Cruz Azul · México                   | Total club    | Total club    | 24    | 2     | 0                | 0                | 2                       | 0                       | 26    | 2     | 0.08            |
| Jeonbuk Hyundai Motors Corea del Sur | 1.ª           | 2012          | 37    | 10    | 2                | 0                | 3                       | 0                       | 42    | 10    | 0.24            |
| Jeonbuk Hyundai Motors Corea del Sur | Total club    | Total club    | 37    | 10    | 2                | 0                | 3                       | 0                       | 42    | 10    | 0.42            |
| Deportivo Cali · Colombia            | 1.ª           | 2013          | 16    | 1     | 4                | 0                | -                       | -                       | 20    | 1     | 0.05            |
| Deportivo Cali · Colombia            | Total club    | Total club    | 16    | 1     | 4                | 0                | 0                       | 0                       | 20    | 1     | 0.05            |
| Cobreloa · Chile                     | 1.ª           | 2013-14       | 13    | 3     | 3                | 1                | 4                       | 1                       | 20    | 5     | 0.25            |
| Cobreloa · Chile                     | Total club    | Total club    | 13    | 3     | 3                | 1                | 4                       | 1                       | 20    | 5     | 0.25            |
| Jeju United Corea del Sur            | 1.ª           | 2014          | 36    | 10    | —                | —                | —                       | —                       | 36    | 10    | 0.28            |
| Jeju United Corea del Sur            | Total club    | Total club    | 36    | 10    | 0                | 0                | 0                       | 0                       | 36    | 10    | 0.28            |
| O'Higgins · Chile                    | 1.ª           | 2014-15       | 13    | 0     | —                | —                | —                       | —                       | 13    | 0     | 0.00            |
| O'Higgins · Chile                    | 1.ª           | 2015-16       | 9     | 1     | 7                | 1                | —                       | —                       | 16    | 2     | 0.13            |
| O'Higgins · Chile                    | Total club    | Total club    | 22    | 1     | 7                | 1                | 0                       | 0                       | 29    | 2     | 0.07            |
| Deportes Antofagasta · Chile         | 1.ª           | 2015-16       | 17    | 4     | —                | —                | —                       | —                       | 17    | 4     | 0.24            |
| Deportes Antofagasta · Chile         | 1.ª           | 2016-17       | 23    | 2     | —                | —                | —                       | —                       | 23    | 2     | 0.09            |
| Deportes Antofagasta · Chile         | Total club    | Total club    | 40    | 6     | 0                | 0                | 0                       | 0                       | 40    | 6     | 0.15            |
| U. de Concepción · Chile             | 1.ª           | 2017          | 17    | 9     | 2                | 0                | —                       | —                       | 17    | 9     | 0.53            |
| U. de Concepción · Chile             | 1.ª           | 2018          | 24    | 5     | 2                | 0                | 2                       | 0                       | 28    | 5     | 0.18            |
| U. de Concepción · Chile             | 1.ª           | 2019          | 13    | 1     | —                | —                | 6                       | 0                       | 13    | 1     | 0.08            |
| U. de Concepción · Chile             | Total club    | Total club    | 87    | 23    | 4                | 0                | 18                      | 1                       | 109   | 24    | 0.22            |
| Temuco · Chile                       | 2.ª           | 2019          | 14    | 1     | —                | —                | —                       | —                       | 14    | 1     | 0.07            |
| Temuco · Chile                       | 2.ª           | 2020          | 28    | 5     | 2                | 0                | 2                       | 0                       | 32    | 5     | 0.16            |
| Temuco · Chile                       | 2.ª           | 2021          | 23    | 3     | 3                | 0                | —                       | —                       | 26    | 3     | 0.12            |
| Temuco · Chile                       | Total club    | Total club    | 65    | 9     | 3                | 0                | 0                       | 0                       | 72    | 9     | 0.13            |
| Total carrera                        | Total carrera | Total carrera | 582   | 124   | 27               | 3                | 42                      | 4                       | 651   | 131   | 0.2             |
| 1. 2. 3.                             |               |               |       |       |                  |                  |                         |                         |       |       |                 |

### Tripletes
Partidos en los que anotó tres o más goles:
 Actualizado de acuerdo al último partido jugado el 1 de octubre de 2017.
| 1 | 30 de septiembre de 2017 | Cavancha, Iquique | Deportes Iquique - Universidad de Concepción |  | 0 - 4 | Torneo Transición 2017 |